# Mroczki (podrodzina ssaków)
Mroczki (Vespertilioninae) – podrodzina ssaków z rodziny mroczkowatych (Vespertilionidae).

## Rozmieszczenie geograficzne
Podrodzina obejmuje gatunki występujące na całym świecie oprócz rejonów arktycznych.

## Systematyka
Do podrodziny należą następujące plemiona:
- Pipistrellini Tate, 1942 – karliki
- Vespertilionini J.E. Gray, 1821 – mroczaki
- Incertae sedis
  - Rhyneptesicus Bianchi, 1917 – pomroczek – jedynym przedstawicielem jest Rhyneptesicus nasutus (Dobson, 1877) – pomroczek nosaty
  - Parastrellus Hoofer, Van Den Bussche & Horácek, 2006 – karlikowiec – jedynym przedstawicielem jest Parastrellus hesperus (H. Allen, 1864) – karlikowiec kalifornijski
  - Perimyotis Menu, 1984 – karlicznik – jedynym przedstawicielem jest Perimyotis subflavus (F. Cuvier, 1832) – karlicznik florydzki
- Antrozoini G.S. Miller, 1897 – jasnotki
- Plecotini J.E. Gray, 1866 – gacki
- Lasiurini Tate, 1942 – kosmatniki
- Scotophilini J. Edwards Hill & D.L. Harrison, 1987
- Nycticeiini P. Gervais, 1855 – wieczorki

Opisano również rodzaje wymarłe nie sklasyfikowane w żadnym z plemion:
- Ancenycteris Sutton & Genoways, 1974[7] – jedynym przedstawicielem był Ancenycteris rasmusseni Sutton & Genoways, 1974
- Anzanycteris J.A. White, 1969[8] – jedynym przedstawicielem był Anzanycteris anzensis J.A. White, 1969
- Eptenonnus Rosina & Siemionow, 2012[9] – jedynym przedstawicielem był Eptenonnus gritsevensis Rosina & Semenov, 2012
- Hanakia Horáček, 2001[10]
- Miostrellus Rachl, 1983[11]
- Paleptesicus Zapfe, 1970[12] – jedynym przedstawicielem był Paleptesicus priscus (Zapfe, 1950)
- Pleistomyotis Kuramoto & Yoon, 1983[13] – jedynym przedstawicielem był Pleistomyotis longihumeralis Kuramoto & Yoon, 1983
- Samonycteris Revilliod, 1922[14] – jedynym przedstawicielem był Samonycteris majori Revilliod, 1922.